# IC 4325
IC 4325 је спирална галаксија у сазвјежђу Хидра која се налази на листи објеката дубоког неба у Индекс каталогу.
Деклинација објекта је - 29° 26' 4" а ректасцензија 13h 47m 39,5s. Привидна величина (магнитуда) објекта IC 4325 износи 14,0 а фотографска магнитуда 14,8. IC 4325 је још познат и под ознакама ESO 445-32, MCG -5-33-7, IRAS 13448-2911, PGC 48908.